# Йохан I (Ритберг)
Йохан I фон Ритберг (на немски: Johann I von Rietberg; * ок. 1450; † 16 февруари 1516) е от 1472 до 1516 г. е граф на Ритберг.

## Биография
Той е най-възрастният син на граф Конрад V († 1472) и съпругата му Якоба фон Нойенар († 1492), дъщеря на граф Гумпрехт II фон Нойенар († 1484) и Маргарета фон Лимбург-Бройх († 1479).
Брат му Конрад е епископ на Оснабрюк (1482 – 1508) и на Мюнстер (1497 – 1508). Сестра му Маргарета се омъжва 1483 г. за херцог Фридрих III фон Брауншвайг-Каленберг-Гьотинген.
След смъртта на баща му през 1472 г. Йохан I поема графството.
На 24 април 1481 г. Йохан I и съпругата му Маргарета влизат в манастир Мариенфелд. На 13 май 1481 г. Йохан подарява олтар за душите на родителите, братята и сестрите си.
Той подарява също олтар и в дворцовата капела в Ритберг.

## Фамилия
Йохан I се жени пр. 1475 г. за Маргарета фон Липе (ок. 1450 – 1527), дъщеря на Бернхард VII фон Липе (1429 – 1511) и графиня Анна фон Холщайн-Шауенбург (1435 – 1495). Те имат девет деца:
- Ото III († 1535), граф (1516 – 1535)
- Бернхард († 1501), домхер в Оснабрюк и Кьолн
- Конрад († 1500), домхер в Кьолн
- Йохан († 1530), домхер в Кьолн
- Симон, споменат 1486 – 1494
- Елизабет († 1512), омъжена на 27 юли 1497 г. за граф Едзард I от Източна Фризия (1462 – 1528)
- Ирмгард (Емгард) (* ок. 1480; † сл. 1535), омъжена ок. 1490 г. за граф Ото VIII (IX) фон Текленбург († 1534)
- Маргарета, спомената 1491
- Фридрих († 1539), домхер в Кьолн